# Rachel van Lier
Rachel Fannij van Lier (Amsterdam, 6 juli 1856 - Colombes, 3 augustus 1939) was een Nederlands pianiste en zangeres.

## Jeugd
Rachel van Lier was de oudste dochter van acteur Samuel Israël van Lier en Henriëtte Manus. Al op zevenjarige leeftijd, op 21 februari 1864, speelde zij in het Amsterdamse Frascati samen met Anton Berlijn diverse klassieke stukken. Ruim een week later speelde zij de pianopartij in een sextet voor piano, twee violen, fluit en bas. Na de uitvoering van dit sextet speelde zij de solopartij Le Carnaval de Venice, dat uitbundig werd ontvangen.
In augustus 1864 vertrok Rachel met haar ouders naar Parijs waar het haar, met hulp van de componist Daniel Auber, lukte toegelaten te worden tot het Keizerlijk conservatorium. Op 15 november behaalde zij tijdens een concours de eerste prijs. In de jaarboeken van het conservatorium staat dat geen andere persoon van die leeftijd ooit een dergelijke prijs had gekregen. Toen men hierna meer over haar wilde weten, werd duidelijk dat haar ouders onvermogend waren. De Nederlandse ambassadeur Lightenveld trok zich het lot van Rachel aan en hield een intekenactie om haar studie te bekostigen.
Op 13 juli 1866 won zij op een concours de tweede prijs met het stuk Etude de clavier van het allegro uit het concert Nr. 2 in a-mineur voor piano en orkest van Hummel. In 1868, zij was twaalf jaar, studeerde zij in de hoogste klas van het conservatorium bij de Oostenrijkse pianist en componist Henri Herz.
De krant La semaine musicale schreef op 30 mei 1867 (vertaald uit het Frans): "Laten wij een charmante jongedame niet vergeten, de tienjarige mejuffrouw Rachel van Lier. Zij heeft niet alleen een wals van Schuloff en de grote variaties van Czerny gespeeld, ook heeft zij als begeleidster de heer Maton vervangen. Deze laatste is niet verschenen ondanks dat hij was aangekondigd op het programma. Het publiek toonde zich geduldig; het heeft ruim een half uur gewacht, waarvoor wij het gaarne een compliment maken." La Liberté schreef: "Mej. van Lier is twaalf jaar oud en is op een leeftijd waarop jonge meisjes zich alleen bezig houden met een pop, en dit meisje is reeds een pianiste die men met bewondering aanhoort."
In 1870 kreeg zij van de jury tijdens een concours de medaille d’honneur voor haar pianofortespel.
In de meidagen van 1871 vonden in Parijs bloedige gevechten plaats tussen de Communards en het regeringsleger, die het einde inluidden van de Commune-opstand tegen de Franse staat. In het Algemeen Handelsblad van 6 juni 1871 staat: "Het gezin Van Lier verborg zich drie dagen lang in een gang van hun huis op de Rue Paradis Poissonnière, de huidige Rue de Paradis, die een veilige plaats was. Toen de gevechten voorbij waren, keerden zij terug naar hun kamers op de vijfde verdieping en omdat alles rustig was, opende moeder Henriette een raam op het balkon. Op dat moment trof een kogel haar in de hals, zoodat zij twee dagen daarna een lijk was."
Bijna twee maanden na de fatale dag in Parijs gaf Rachel pianoconcerten in Scheveningen en Amsterdam. In oktober gaf zij samen met violist M. Sons in Amsterdam een liefdadigheidsconcert ten gunste van het Arbeiders-weduwenfonds.

## Zangcarrière
Na haar pianosuccessen besloot Van Lier zich aan de zang te wijden. In het Algemeen Handelsblad van 23 november 1872 staat: "Op 21 november 1872 heeft Rachel van Lier, bekend vanwege haar pianospel, op een besloten bijeenkomst gezongen. Volgens kenners heeft zij een hoog sopraangeluid, dat al meer ontwikkeld is dan men op haar leeftijd zou verwachten."
In augustus 1873 zong zij het stuk Scène des Byoux uit Gounod’s Faust in het Grand Théâtre in de Amstelstraat van haar oom Abraham van Lier. Het bestuur van de dilettantenclub (toneelvereniging van amateurs) benoemde haar dat jaar tot erelid. Haar neef Lion van Lier maakte speciaal voor haar bewerkingen van Marcel, een drama in één bedrijf, en Studenten-Streken, een zangspel in één bedrijf. Beide stukken voerde Van Lier uit in het Grand Théâtre.
Na successen in Frankrijk, België en Nederland vertrok zij in 1879, intussen 23 jaar oud, naar Boekarest, waar zij de hoofdrol zong in een Franse opera. Een jaar later was zij de heldin in dezelfde opera toen die opgevoerd werd in Taganrog, een industriestad aan de Zee van Azov in Rusland. Zeven jaar lang was zij een Frans-Russische zangeres aan de keizerlijke schouwburg van Sint Petersburg.
In 1888 kreeg zij een kort contract bij de schouwburg van Cherbourg. In november van dat jaar deed een Russisch eskader Cherbourg aan tijdens een reis naar China. Ter ere van hen werd in de schouwburg een galavoorstelling gegeven, waarbij Van Lier de hoofdrol vertolkte in Le Petit Duc, een komische opera geschreven door Charles Lecocq. Alle Russische officieren woonden de voorstelling bij en zij zong aan het einde van de voorstelling het Russische volkslied. Namens de Russische officieren werden haar een gouden armband met briljanten en twee Russische penningen overhandigd.
In Cherbourg trad Van Lier onder meer op met de Parijse tenor Georges-Louis Mesmaecker, met wie zij rond 1900 in Rusland in het huwelijk trad. In 1896 traden Van Lier en Mesmaecker in Monaco op in de opera La Vie parisienne van Jacques Offenbach.
Op 2 augustus 1933 kwam er eind aan het leven van Mesmaecker toen hij zich in zijn huis aan de Rue Paul Déroulède aan een trapleuning ophing. In de Franse krant Le Journal staat: "Een oude lyrische artiest van 75 jaar met beroemde tijden in het verleden. Vorige winter kreeg hij een beroerte en daarna was hij oud en zenuwzwak. Zoon van een acteur, vertolkte uitmuntende rollen, verliet twee jaar geleden het toneel maar werd nog steeds teruggevraagd. Gedreven door ellende – voor artiesten van de Opéra comique bestaat geen pensioen –  en ook omdat hij op 75-jarige leeftijd door verlamming werd bedreigd en met een invalide echtgenote van 76 jaar, wilde hij niet verder leven."
Rachel van Lier overleed op 3 augustus 1939 in het Franse Colombes.